# Vương triều Anh Tổ
Vương triều Anh Tổ (英祖王統 (Anh Tổ vương thống)  1187 – 1259), có nhiều khả năng là đã tồn tại trong lịch sử hòn đảo Okinawa. Vương triều gồm 5 đời và kéo dài trong 90 năm.
Căn cứ theo Trung Sơn thế giám (中山世鑑, chūzan seikan):
- Đời 1　Eiso (英祖, Anh Tổ, 1259? - 1299?）
- Đời 2　Taisei (大成, Đại Thành, 1299? - 1308?）
- Đời 3　Eiji （英慈, Anh Từ, 1308? - 1313?）
- Đời 4　Tamagusuku (玉城, Ngọc Thành, 1313? - 1336?）
- Đời 5　Seii (西威, Tây Uy, 1336? - 1349）

Căn cứ theo Omoro Sōshi, một bộ sưu tầm các bài hát và bài thơ cổ trên hòn đảo Okinawa, trung tâm của vương triều Anh Tổ nằm tại thành Phổ Thiêm (Urasoe), trung nam bộ hòn đảo và thống trị phần lớn hòn đảo chính. Về sau, quốc vương vương quốc Bắc Sơn cũng nhận mình có tổ tiên là con thứ của vua Eiso, còn vua của vương quốc Nam Sơn cũng nhận mình có tổ tiên là con trai thứ năm của Eiso.